# 檠灰蝶屬
檠灰蝶屬（Pierrot，學名：Discolampa）是灰蝶科眼灰蝶亞科中的一個屬。從斯里蘭卡到新幾內亞有分佈。

## 物種
- 白檠灰蝶 （Discolampa albula） (Grose-Smith, 1897)
- 檠灰蝶 （Discolampa ethion） (Westwood, 1851)
- 伊麗檠灰蝶 （Discolampa ilissus） (C. & R. Felder, 1859)